# Jeunesse dorée (radio)
Pour l’article homonyme, voir Jeunesse dorée.
Jeunesse dorée est le feuilleton radiophonique qui a connu la plus grande longévité de l'histoire de la radio au Québec, devançant  Un homme et son péché  (23 ans) et Rue Principale  (22 ans). 
Jeunesse dorée, qui fut mis en ondes par CBF le 11 décembre 1940, resta en ondes pendant 26 ans jusqu'au 11 novembre 1966. Le feuilleton radiophonique fut diffusé cinq jours par semaine à midi durant 15 minutes.
Olivier Carignan en fut le créateur en 1940. Le feuilleton ne devait d'abord durer que quelques semaines, mais devant le succès remporté, Paul Gury (Loïc Le Gouriadec) lui succéda rapidement jusqu'en 1942 et Jean Desprez prit la relève par la suite jusqu'à son décès en 1965. Ce feuilleton radiophonique a surtout été marqué par la présence de Madame Jean Desprez qui en a écrit les textes pendant 23 ans.  
Après le décès de Jean Desprez, Yanina Gascon rédigea les textes pendant quelques mois, puis le comédien et scripteur Yvon Leroux prit le relais jusqu'en 1966. 

## Réalisation
- Réalisateur : Lucien Thériault et Paul-Henri Chagnon.
- Textes : Olivier Carignan et Paul Gury, jusqu'en 1942. Jean Desprez, de 1942 au 9 février 1965, puis Yanina Gascon pendant neuf mois et finalement Yvon Leroux, du 31 décembre 1965 au 11 novembre 1966.
- Indicatif musical : Sérénade de Franz Drdla, interprété par Wladimir Selinsky et son ensemble à cordes, disque Columbia 78 tours #35818. Ce même enregistrement a été réédité plusieurs fois en microsillon 33 tours à partir de 1952, sur une compilation intitulée «Quiet Music volume 7», disque Columbia CL 517.

## Distribution
- Roland Chenail : André Boileau
- Yvette Brind'Amour : Lisette Rivard-Boileau
- Marthe Thiéry : Madame Rivard
- Hélène Loiselle : Violette Boileau
- Hubert Loiselle : Pierrot Boileau
- Suzanne Deslongchamps : Lison Boileau
- Louise Marleau :Lucie Boileau
- Paul Dupuis : Julien Bédard
- Germaine Lemyre : le petit Dédé Bédard
- François Rozet : Dr. Jean-François Lafleur, psychiatre
- Andrée Basilières : Francine Rivard-Lafleur
- Denyse St-Pierre : Huguette Lafleur
- Roger Garceau: Pierre Dalpé
- Yolande Roy : Micki
- Colette Dorsay : Alice, la bonne
- Aubert Pallascio : Robert Émard
- Sita Riddez : Marthe Renoir
- Blanche DuBuisson :
- Antoinette Giroux
- Amanda Alarie
- Camille Ducharme
- Robert Gadouas : Ti-Paul Latrémouille
- Jeanne Maubourg :
- Janine Sutto : (à partir de 1947)
- Guy Provost : (à partir de 1946)
- Jean-Paul Kingsley
- Lise Roy
- Denise Vachon

## Source
- Pierre Pagé, Répertoire des œuvres de la littérature radiophonique québécoise 1930-1970. Fides, 1975.